# Maria von Hanau-Münzenberg
Maria von Hanau-Münzenberg (* 20. Januar 1562; † 15. Februar 1605 in Frankfurt am Main) war die jüngste Tochter des Grafen Philipp III. von Hanau-Münzenberg (1526–1561) und der Pfalzgräfin Helena von Simmern (1532–1579). Sie wurde erst nach dem Tod ihres Vaters geboren und blieb unvermählt.
Wie bei vielen weiblichen Mitgliedern adeliger Familien der Zeit, die nicht den Häusern von europäischer Bedeutung angehören, lässt auch der Forschungsstand zu ihrer Person zu wünschen übrig. Es ergibt sich kein geschlossenes Bild, vielmehr fallen einzelne, ungewöhnliche Fakten auf. Dazu zählt zunächst einmal, dass sie unverheiratet blieb, und zwar offensichtlich entgegen Planungen der Verwandtschaft ihrer Mutter, die 1573 eine Ehe mit dem kurpfälzischen Haus anstrebte.
In dem heftigen Streit zwischen den Vormündern ihrer Neffen, des Grafen Philipp Ludwig II. und seines Bruders Albrecht, bei der es vor allem darum ging, ob die Mündel reformiert oder lutherisch erzogen werden sollten, scheint sie der lutherischen, in dem Streit letztlich unterlegenen Partei angehört zu haben, die in der Vormundschaft vor allem durch Graf Philipp IV. von Hanau-Lichtenberg, später durch seinen Sohn Philipp V. repräsentiert wurde.
Sie lebte in Hanau alleine und erregte damit sowie mit einer angeblich zu kostspieligen Haushaltung bei ihren Gegnern, an deren Spitze Pfalzgraf Johann Kasimir von Pfalz-Simmern, Administrator der Kurpfalz, stand, Anstoß.  Ein anderer Vorwurf gegen sie lautete, sie habe die Schwägerin eines Henkers sowie eine Hebamme in ihre Dienste genommen. Auf ihrer Seite stand der lutherische Pfalzgraf Reichard von Pfalz-Simmern-Sponheim, der der calvinistischen Religionsoffensive zusammen mit den Grafen von Hanau-Lichtenberg Widerstand zu leisten suchte. Da es bei diesem Konfessionskonflikt auch darauf ankam, wer über welche der Familienmitglieder des Hauses Hanau verfügen konnte, intervenierte Pfalzgraf Johann Kasimir sofort, als Graf Philipp V. von Hanau-Lichtenberg Maria in seinem Schloss Babenhausen unterbrachte.
Marias Tod in Frankfurt ist ein weiterer Hinweis darauf, dass sie ein für eine Frau und die damalige Zeit recht unabhängiges Leben führte. Beigesetzt wurde sie in der Marienkirche in Hanau.

## Vorfahren
| Ahnentafel Gräfin Maria von Hanau-Münzenberg | Ahnentafel Gräfin Maria von Hanau-Münzenberg                                                      | Ahnentafel Gräfin Maria von Hanau-Münzenberg                                      | Ahnentafel Gräfin Maria von Hanau-Münzenberg                                         | Ahnentafel Gräfin Maria von Hanau-Münzenberg                                   | Ahnentafel Gräfin Maria von Hanau-Münzenberg | Ahnentafel Gräfin Maria von Hanau-Münzenberg |
| -------------------------------------------- | ------------------------------------------------------------------------------------------------- | --------------------------------------------------------------------------------- | ------------------------------------------------------------------------------------ | ------------------------------------------------------------------------------ | -------------------------------------------- | -------------------------------------------- |
| Urgroßeltern                                 | Reinhard IV. von Hanau-Münzenberg (1473–1512) ⚭ Katharina von Schwarzburg-Blankenburg (1470–1514) | Bodo zu Stolberg (1467–1538) ⚭ Anna von Eppstein-Königstein (1482–1538)           | Johann I. von Pfalz-Simmern (1459–1509) ⚭ Johanna von Nassau-Saarbrücken (1464–1521) | Christoph I. von Baden (1453–1527) ⚭ Ottilie von Katzenelnbogen (1451–1517)    |                                              |                                              |
| Großeltern                                   | Philipp II. von Hanau-Münzenberg (1501–1529) ⚭ 1. Juliana zu Stolberg (1506–1580)                 | Philipp II. von Hanau-Münzenberg (1501–1529) ⚭ 1. Juliana zu Stolberg (1506–1580) | Johann II. von Pfalz-Simmern (1492–1557) ⚭ Beatrix von Baden (1492–1535)             | Johann II. von Pfalz-Simmern (1492–1557) ⚭ Beatrix von Baden (1492–1535)       |                                              |                                              |
| Eltern                                       | Philipp III. von Hanau-Münzenberg (1526–1561) ⚭ Helena von Simmern (1532–1579)                    | Philipp III. von Hanau-Münzenberg (1526–1561) ⚭ Helena von Simmern (1532–1579)    | Philipp III. von Hanau-Münzenberg (1526–1561) ⚭ Helena von Simmern (1532–1579)       | Philipp III. von Hanau-Münzenberg (1526–1561) ⚭ Helena von Simmern (1532–1579) |                                              |                                              |
| Maria                                        |                                                                                                   |                                                                                   |                                                                                      |                                                                                |                                              |                                              |